# Moda na década de 1900

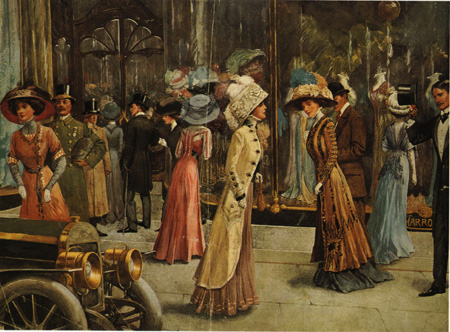
Londrinos em frente ao Harrods, 1909.

A moda da década de 1900 é conhecida, especialmente na Inglaterra, como período “Eduardiano”, devido ao sucessor da rainha Vitória da Inglaterra, Edward.  Até o fim do século, o estilo predominante era o vitoriano, caracterizado pelo uso  permanente de espartilhos muito justos para conquistar a silhueta em "S" (busto para  frente e quadris para trás). Após a morte da rainha, o ideal de beleza foi se modificando, influenciado pela preferência do rei por mulheres maduras e cabelos grisalhos. Os trajes masculinos não dispensavam o chapéu, sobre-casaca, fraque, além da grande variedade de sapatos que passaram a ser considerados acessórios da moda masculina.
Mantendo seu prestígio como criadora de moda, a França também influenciou o mundo na virada do século, a Belle Époque com toda a sua efervescência foi considerada uma era de ouro da beleza e inovação. Em meados da década de 1900, Paul Poiret revoluciona a moda, deslocando a cintura para baixo dos seios, desapertando a silhueta formal e eliminando o espartilho, trazendo assim um novo conceito de moda pautado no conforto e no luxo dos tecidos leves. É também nesse mesmo cenário que irá  despontar em Paris, Gabrielle Chanel, que, nas décadas seguintes, se tornou um grande ícone da moda mundial.
Com a facilidade de comunicação e intercâmbio cultural, a moda européia passou a ser copiada no mundo inteiro, adaptada a todos os climas e camadas sociais.

## Moda feminina

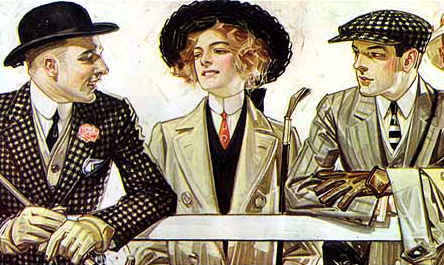
As mulheres jovens adotaram os colarinhos altos e rígidos e as gravatas estreitas desgastadas pelos homens.
Anúncio para The Arrow Collar Man, 1907.

Com o declínio da anquinha, as mangas começaram a aumentar de tamanho, num estilo bufante, e a silhueta de ampulheta dos anos 1830 tornou-se popular novamente. A silhueta da moda no início do século XX era a de uma mulher confiante, com peito cheio e um corpo com curvas. O "health corset" deste período eliminou a pressão do abdômen e criou uma silhueta curva em forma de "S".
Em 1897, a silhueta diminuiu e alongou-se por uma quantidade considerável. Blusas e vestidos estavam cheios na frente e inchados em uma forma de "peito de pombo" do início do século XX que olhava sobre a cintura estreita, que se inclinava de costas para frente e muitas vezes era acentuada com uma faixa ou cinto. Os decotes foram suportados por coleiras desossadas muito altas.

### Galeria

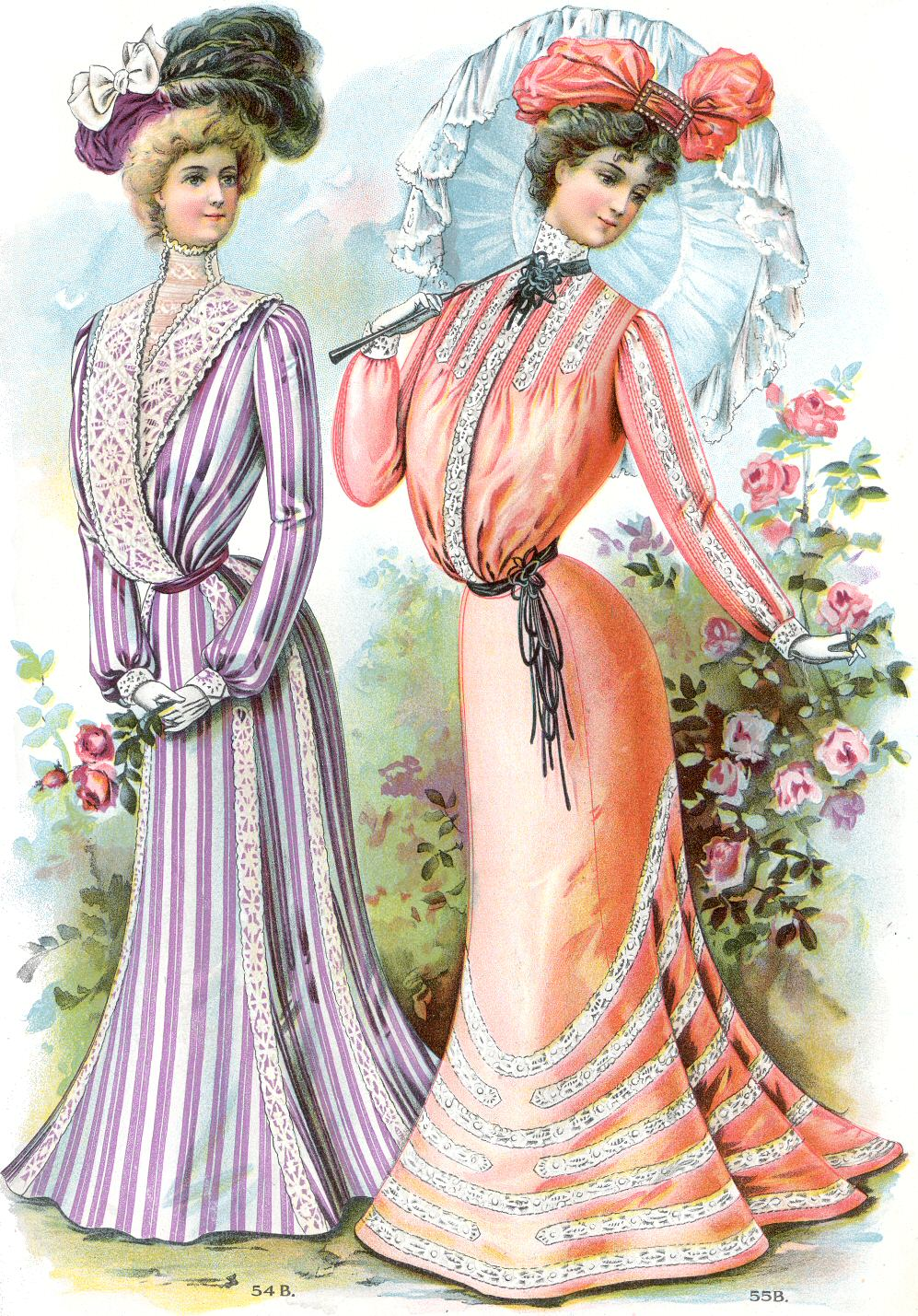
Ilustração de 1901 mostrando a cintura inclinada, grandes chapéus com fitas e decote alto.
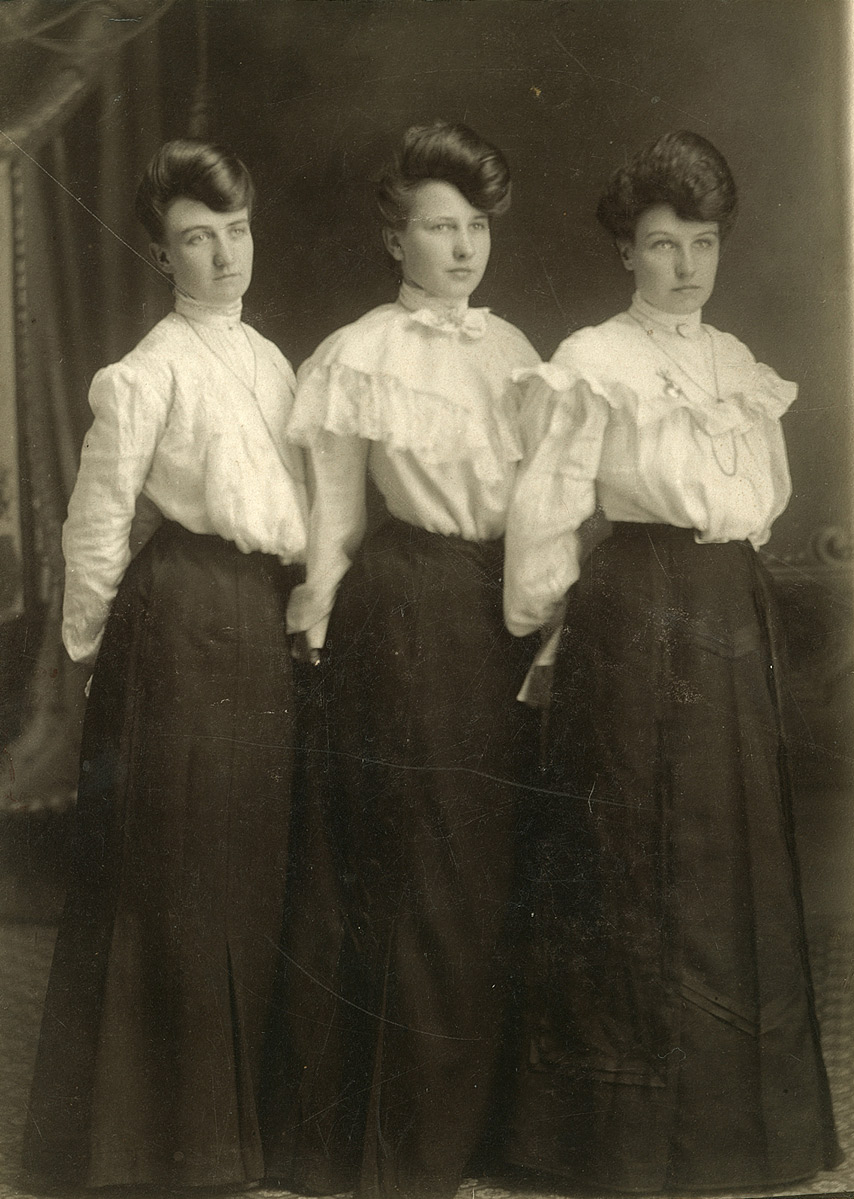
Três mulheres estadunidenses por volta de 1902.
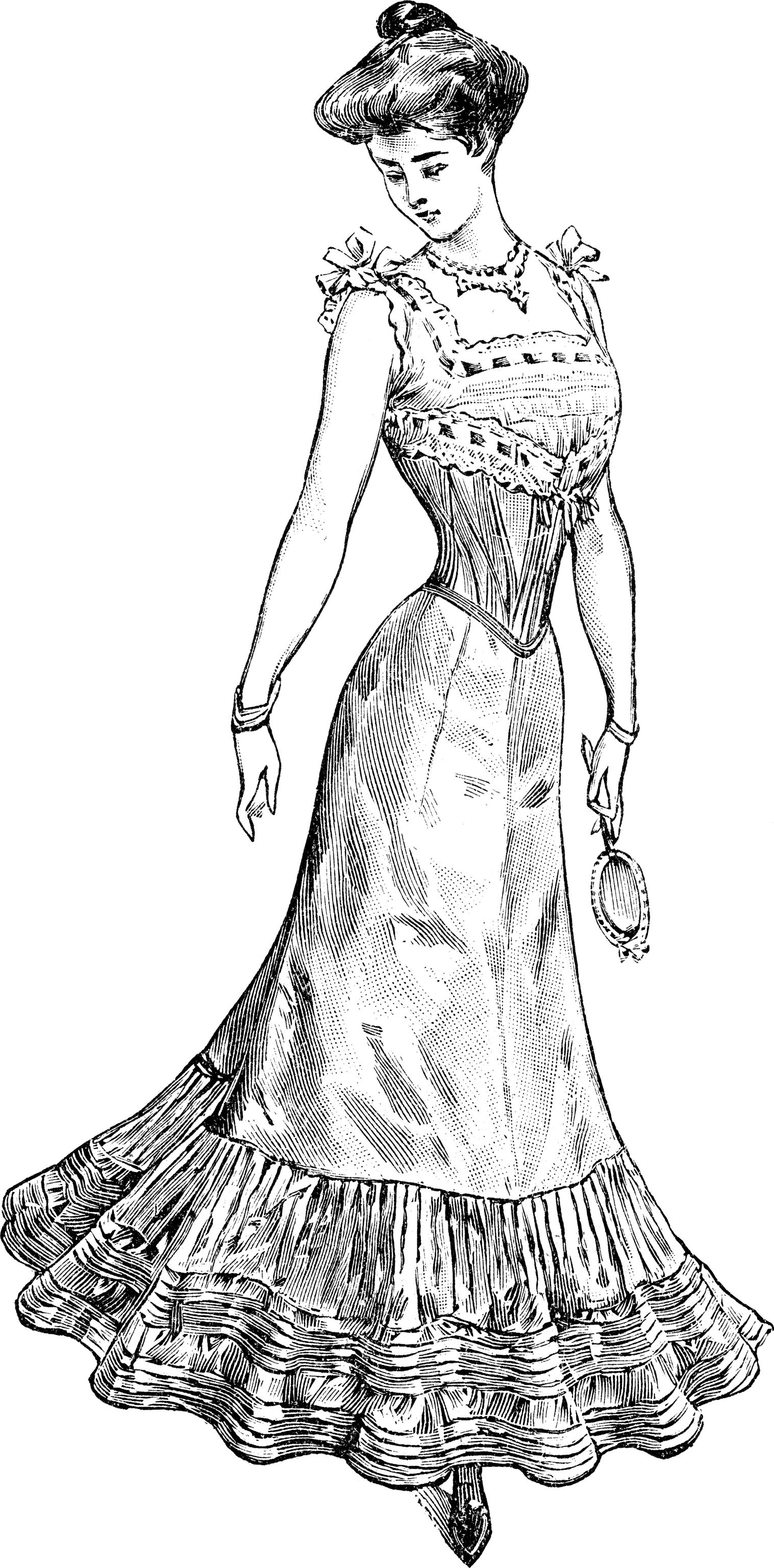
Roupa íntima, 1904: camisola, espartilho e anágua.
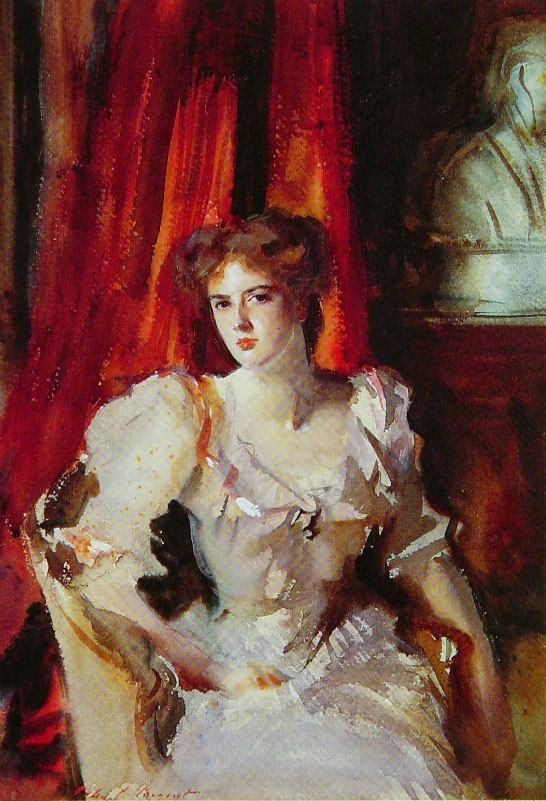
Retrato de John Singer Sargent da Miss Eden mostra o peito cheio da moda, decote baixo e massas de cabelo associados à Gibson Girl, 1905.
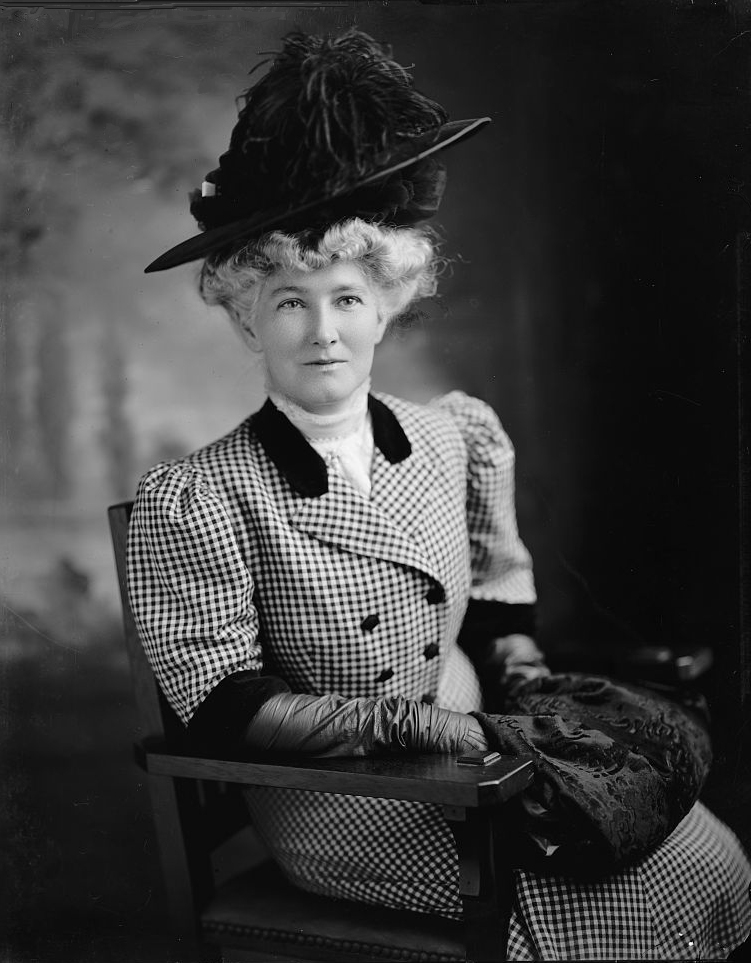
Camisa xadrez com com mangas que vão até o cotovelo e luvas longas, cerca de 1905.
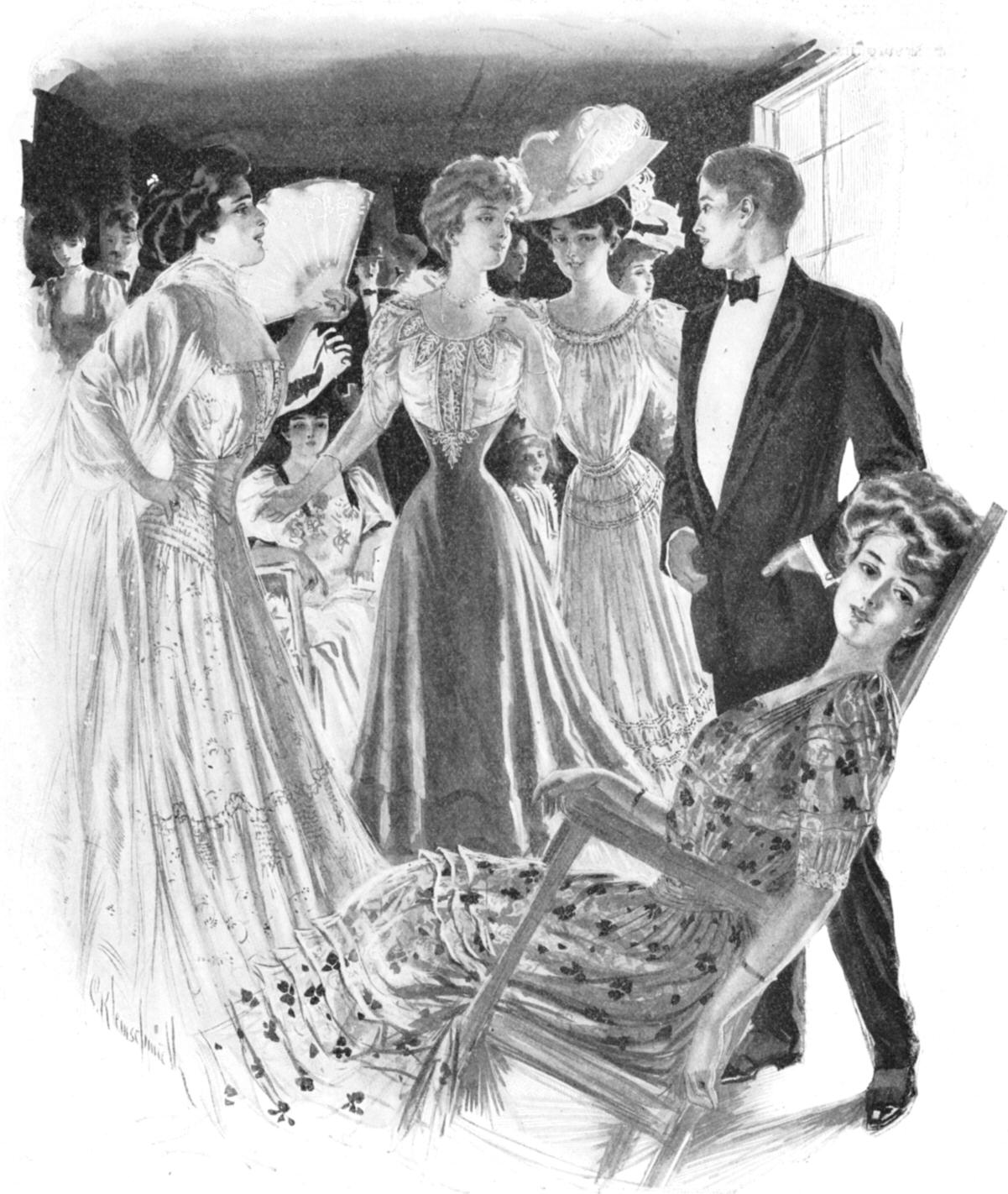
Mangas curtas ou três quartos, Agosto de 1906.
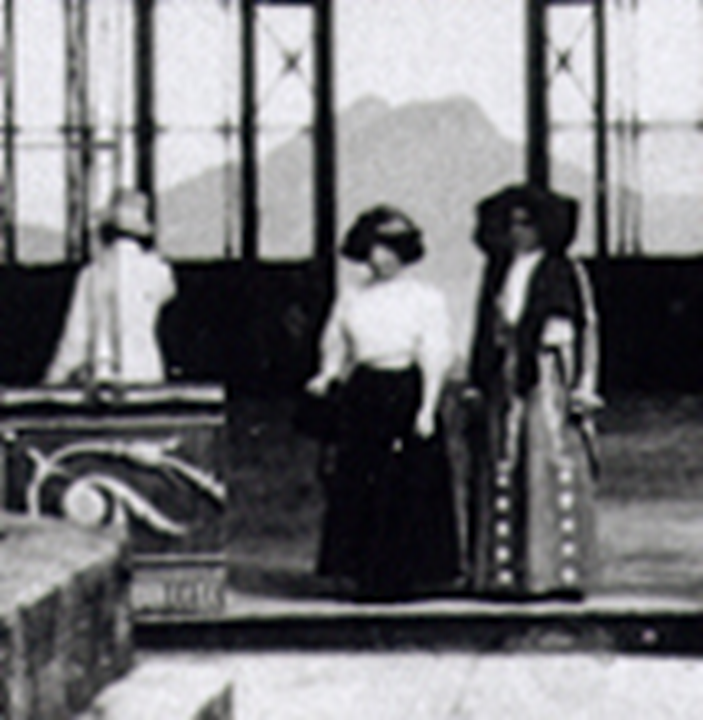
Mulheres no Rio de Janeiro por volta de 1908.
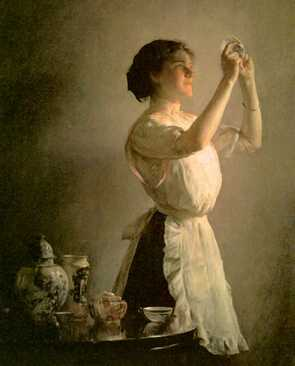
Mulher de avental, 1909.
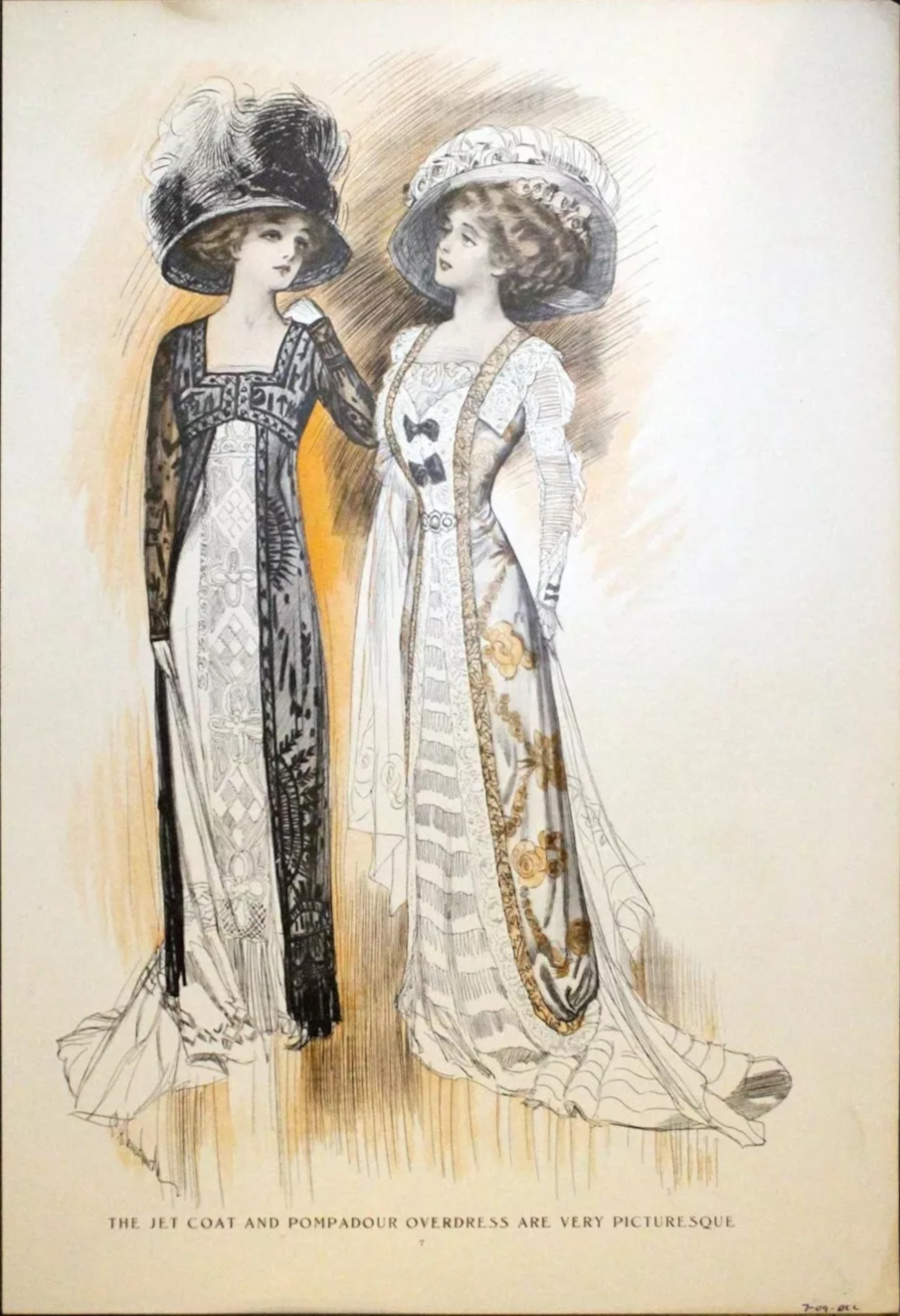
Vestidos longos com cinturas altas e chapéus grandes, 1909.